# Élections législatives de 1876 en Savoie
Les élections législatives de 1876 ont eu lieu les 20 février et 5 mars.

## Résultats à l'échelle du département
| Partis         | Partis                            | Premier tour | Premier tour | Deuxième tour | Deuxième tour | Sièges |
| Partis         | Partis                            | Voix         | %            | Voix          | %             | Sièges |
| -------------- | --------------------------------- | ------------ | ------------ | ------------- | ------------- | ------ |
|                | Union républicaine                | 13 881       | 25,90        |               |               | 2      |
|                | Légitimistes, Droite              | 13 357       | 24,93        | 0             |               |        |
|                | Gauche républicaine, Républicains | 12 721       | 23,74        | 2             |               |        |
|                | Centre droit, Constitutionnels    | 5 011        | 9,35         | 4 284         | 43,36         | 0      |
|                | Bonapartistes                     | 4 335        | 8,09         |               |               | 0      |
|                | Centre gauche                     | 4 281        | 7,99         | 5 595         | 56,64         | 1      |
|                |                                   |              |              |               |               |        |
| Inscrits       | Inscrits                          | 65 963       | 100,00       | 12 820        | 100,00        | 5      |
| Votants        | Votants                           |              |              | 9 897         | 77,20         |        |
| Abstentions    | Abstentions                       |              |              | 2 923         | 22,80         |        |
| Blancs et nuls | Blancs et nuls                    |              |              | 18            | 0,18          |        |
| Exprimés       | Exprimés                          | 53 586       |              | 9 879         | 99,82         |        |

## Résultats par arrondissement

### Arrondissement d'Albertville
| Candidats      | Candidats            | Étiquette          | Premier tour | Premier tour |
| Candidats      | Candidats            | Étiquette          | Voix         | %            |
| -------------- | -------------------- | ------------------ | ------------ | ------------ |
|                | Pierre Blanc         | Union républicaine | 4 403        | 64,68        |
|                | Perrier de la Bathie | Centre droit       | 2 404        | 35,32        |
|                |                      |                    |              |              |
| Inscrits       | Inscrits             | Inscrits           | 8 454        | 100,00       |
| Votants        | Votants              | Votants            | 6 822        | 80,70        |
| Abstention     | Abstention           | Abstention         | 1 632        | 19,30        |
| Blancs et nuls | Blancs et nuls       | Blancs et nuls     | 15           | 0,22         |
| Exprimés       | Exprimés             | Exprimés           | 6 807        | 99,78        |

### Arrondissement de Chambéry

#### 1recirconscription
| Candidats      | Candidats      | Étiquette          | Premier tour | Premier tour |
| Candidats      | Candidats      | Étiquette          | Voix         | %            |
| -------------- | -------------- | ------------------ | ------------ | ------------ |
|                | Nicolas Parent | Union républicaine | 9 478        | 59,79        |
|                | Pierre Goybet  | Droite             | 6 373        | 40,21        |
|                |                |                    |              |              |
| Inscrits       | Inscrits       | Inscrits           | 18 724       | 100,00       |
| Votants        | Votants        | Votants            | 15 911       | 84,98        |
| Abstention     | Abstention     | Abstention         | 2 813        | 15,02        |
| Blancs et nuls | Blancs et nuls | Blancs et nuls     | 60           | 0,38         |
| Exprimés       | Exprimés       | Exprimés           | 15 851       | 99,62        |

#### 2ecirconscription
| Candidats      | Candidats      | Étiquette           | Premier tour | Premier tour |
| Candidats      | Candidats      | Étiquette           | Voix         | %            |
| -------------- | -------------- | ------------------- | ------------ | ------------ |
|                | François Bel   | Gauche républicaine | 7 204        | 50,78        |
|                | De la Chambre  | Légitimiste         | 6 984        | 49,22        |
|                |                |                     |              |              |
| Inscrits       | Inscrits       | Inscrits            | 17 155       | 100,00       |
| Votants        | Votants        | Votants             | 14 271       | 83,19        |
| Abstention     | Abstention     | Abstention          | 2 884        | 16,81        |
| Blancs et nuls | Blancs et nuls | Blancs et nuls      | 83           | 0,58         |
| Exprimés       | Exprimés       | Exprimés            | 14 188       | 99,42        |

### Arrondissement de Moutiers
| Candidats      | Candidats         | Étiquette           | Premier tour | Premier tour |
| Candidats      | Candidats         | Étiquette           | Voix         | %            |
| -------------- | ----------------- | ------------------- | ------------ | ------------ |
|                | Daniel Mayet      | Gauche républicaine | 3 759        | 52,69        |
|                | Louis Bérard-Blay | Bonapartiste        | 3 375        | 47,31        |
|                |                   |                     |              |              |
| Inscrits       | Inscrits          | Inscrits            | 8 810        | 100,00       |
| Votants        | Votants           | Votants             | 7 152        | 81,18        |
| Abstention     | Abstention        | Abstention          | 1 658        | 18,82        |
| Blancs et nuls | Blancs et nuls    | Blancs et nuls      | 18           | 0,25         |
| Exprimés       | Exprimés          | Exprimés            | 7 134        | 99,75        |

### Arrondissement de Saint-Jean-de-Maurienne
| Candidats      | Candidats              | Étiquette           | Premier tour | Premier tour | Deuxième tour | Deuxième tour |
| Candidats      | Candidats              | Étiquette           | Voix         | %            | Voix          | %             |
| -------------- | ---------------------- | ------------------- | ------------ | ------------ | ------------- | ------------- |
|                | Jules-François Horteur | Centre gauche       | 4 281        | 43,22        | 5 595         | 56,64         |
|                | Humbert Grange         | Constitutionnels    | 2 607        | 26,32        | 4 284         | 43,36         |
|                | Petit-Maurice          | Gauche républicaine | 1 758        | 17,75        |               |               |
|                | Richard                | Bonapartiste        | 960          | 9,69         |               |               |
|                |                        |                     |              |              |               |               |
| Inscrits       | Inscrits               | Inscrits            | 12 820       | 100,00       | 12 820        | 100,00        |
| Votants        | Votants                | Votants             |              |              | 9 897         | 77,20         |
| Abstention     | Abstention             | Abstention          |              |              | 2 923         | 22,80         |
| Blancs et nuls | Blancs et nuls         | Blancs et nuls      |              |              | 18            | 0,18          |
| Exprimés       | Exprimés               | Exprimés            | 9 906        |              | 9 879         | 99,82         |